# Bisdom Annecy

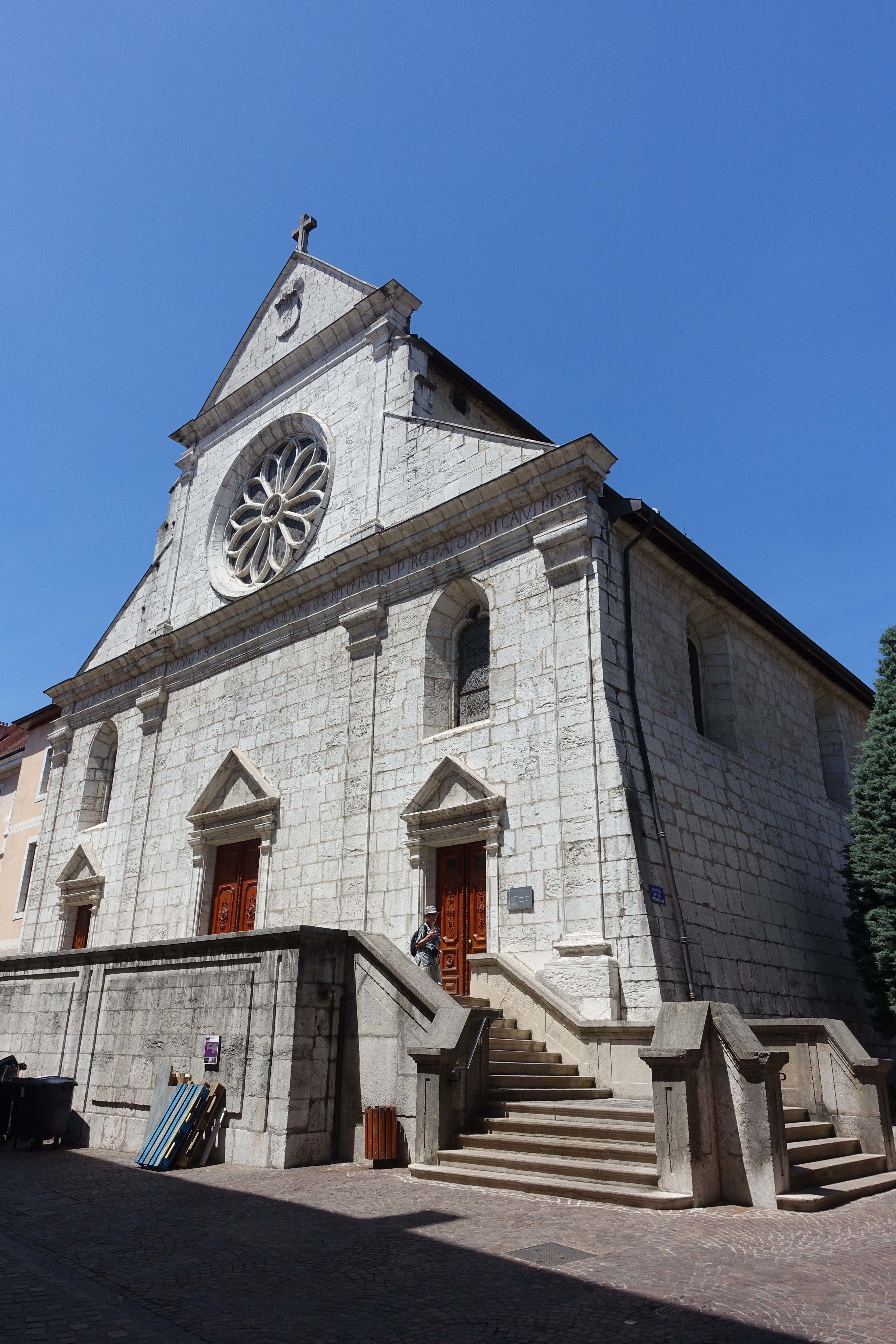
De kathedraal Saint-Pierre van Annecy

Het bisdom Annecy (Latijn: Dioecesis Anneciensis, Frans: Diocèse d'Annecy) is een rooms-katholiek bisdom in Frankrijk met als bisschopszetel Annecy. Het werd opgericht in 1822 en is suffragaan aan het aartsbisdom Lyon. Het bisdom is 4.388 km² groot en omvat het grondgebied van het bisdom van het departement Haute-Savoie, maar ook enkele gemeenten in de departementen Savoie en Ain alsook de Zwitserse gemeente Saint-Gingolph.
In 2020 telde het bisdom ongeveer 527.000 katholieken op een totale bevolking van 735.000 (71,7%). Het bisdom telde toen 97 diocesane priesters en 24 permanente diakens die 38 parochies bedienden.

## Geschiedenis

Het bisdom Annecy

Het bisdom werd opgericht in 1822 maar de geschiedenis van de Katholieke Kerk in Haute-Savoie is veel ouder.

### Voorgeschiedenis
De eerste christelijke gemeenschappen verspreiden zich hier in de Gallo-Romeinse periode vanuit Lyon. Bepalende momenten waren de doop van de Bourgondische koning Sigismund (515) en de stichting van de Abdij van Sint-Mauritius in Wallis. Later volgden er nog veel stichtingen van abdijen en kloosters, vooral van cisterciënzers en kartuizers. In de middeleeuwen viel het gebied onder het bisdom Genève. Na de Reformatie moest de bisschop van Genève uitwijken naar Annecy. Daarop volgde de Contrareformatie waarbij de heilige Franciscus van Sales een bepalende figuur was. Hij richtte samen met Jeanne de Chantal de kloosterorde van de visitandinnen op in Annecy. 

### Oprichting en evolutie
Het bisdom Annecy werd opgericht op 15 februari 1822 als suffragaan bisdom van het aartsbisdom Chambéry. De 19e eeuw was een periode van groei na de moeilijke jaren na de Franse Revolutie waarin priesters moesten onderduiken en sommigen werden gevangen genomen en gedeporteerd. Er werden in de 19e eeuw 44 nieuwe kerken ingewijd en jaarlijks werden gemiddeld 18 nieuwe priesters gewijd. Die waren niet enkel actief binnen het bisdom maar ook in de missies in het buitenland. In de tweede helft van de 20e eeuw kreeg ook het bisdom Annecy te maken met de secularisatie. Door het teruglopende aantal priesters werd in 2004 beslist het aantal parochies terug te brengen van 320 naar 38. In 2002 kwam het bisdom onder de kerkprovincie Lyon.

## Bisschoppen
- Claude-François de Thiollaz (1822-1832)
- Pierre-Joseph Rey (1832-1842)
- Louis Rendu (1843-1859)
- Claude-Marie Magni (1861-1879)
- Louis-Romain-Ernest Isoard (1879-1901)
- Pierre-Lucien Campistron (1902-1921)
- Florent du Bois de la Villerabel (1921 -1940)
- Auguste Cesbron (1940-1962)
- Jean-Baptiste-Étienne Sauvage (1962-1983)
- Hubert Marie Pierre Dominique Barbier (1984-2000)
- Yves Jean Marie Arsène Boivineau (2001-2022)
- Yves Le Saux, Comm. l'Emm. (2022-)

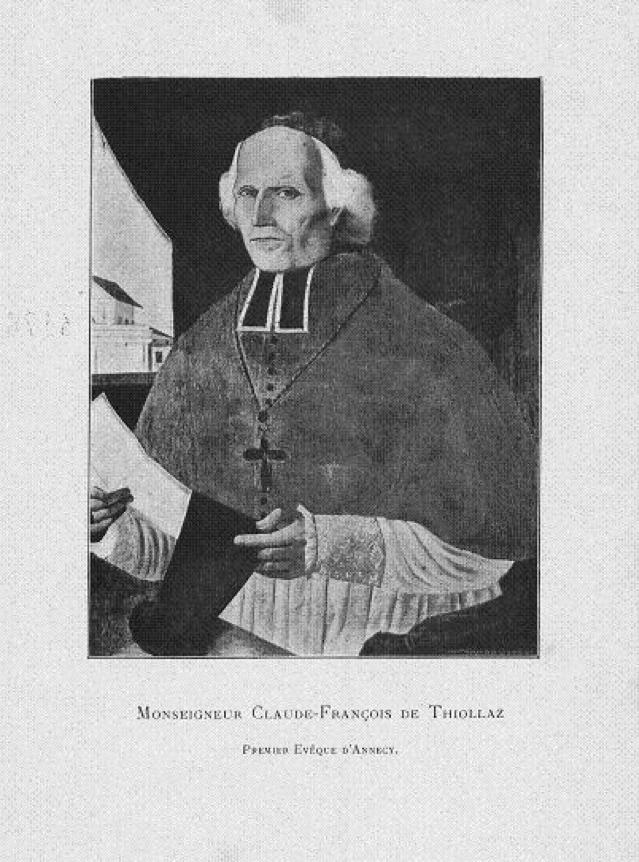
Claude-François de Thiollaz
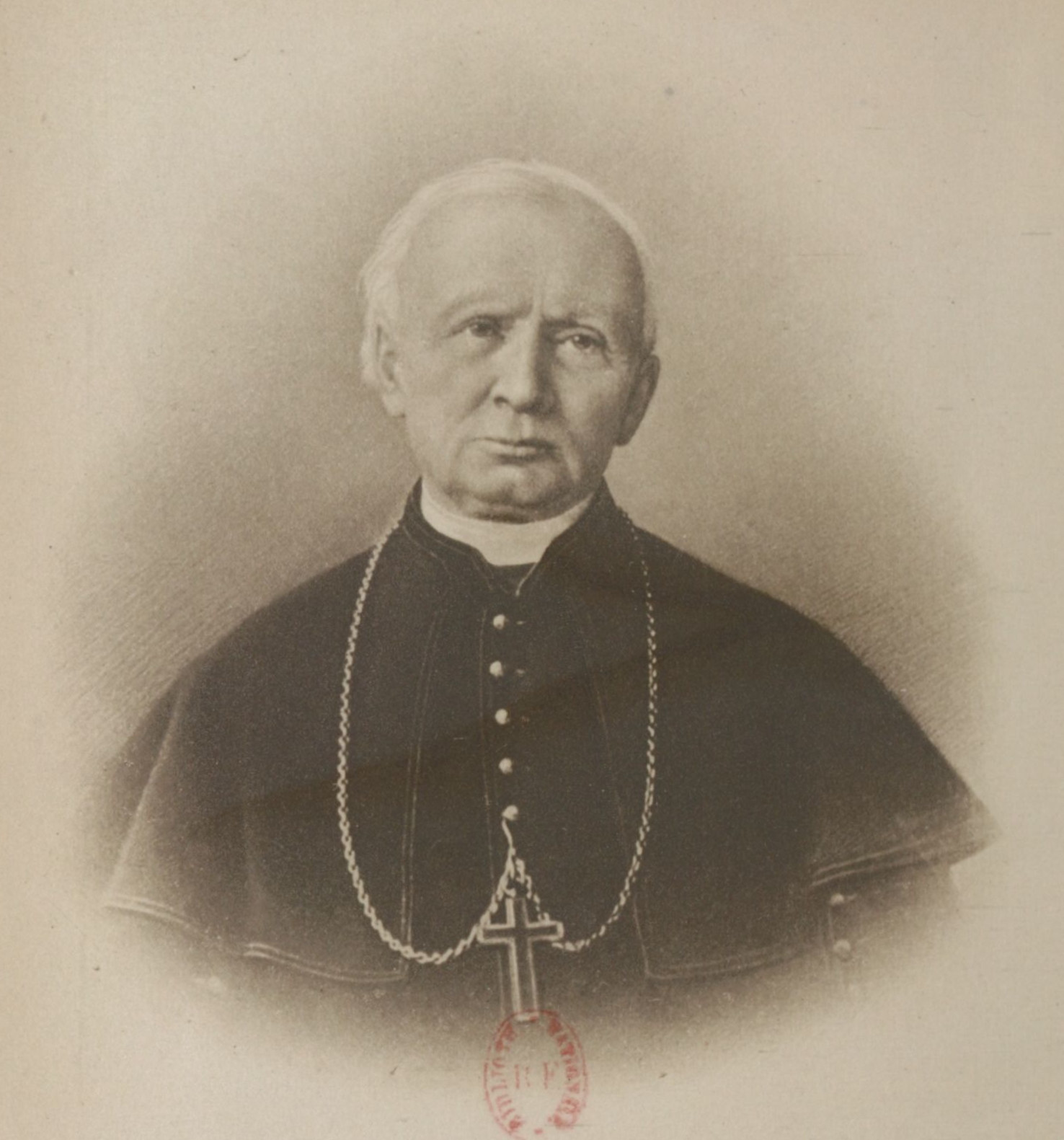
Louis-Romain-Ernest Isoard
Florent du Bois de la Villerabel
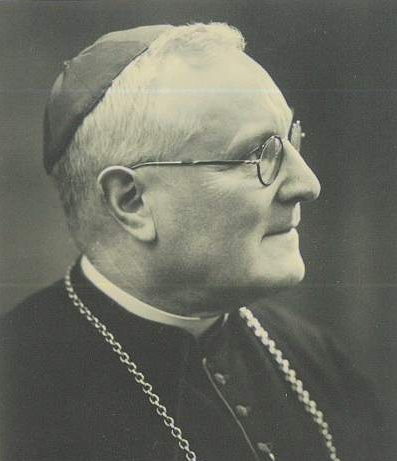
Auguste Cesbron